# Euryleonis

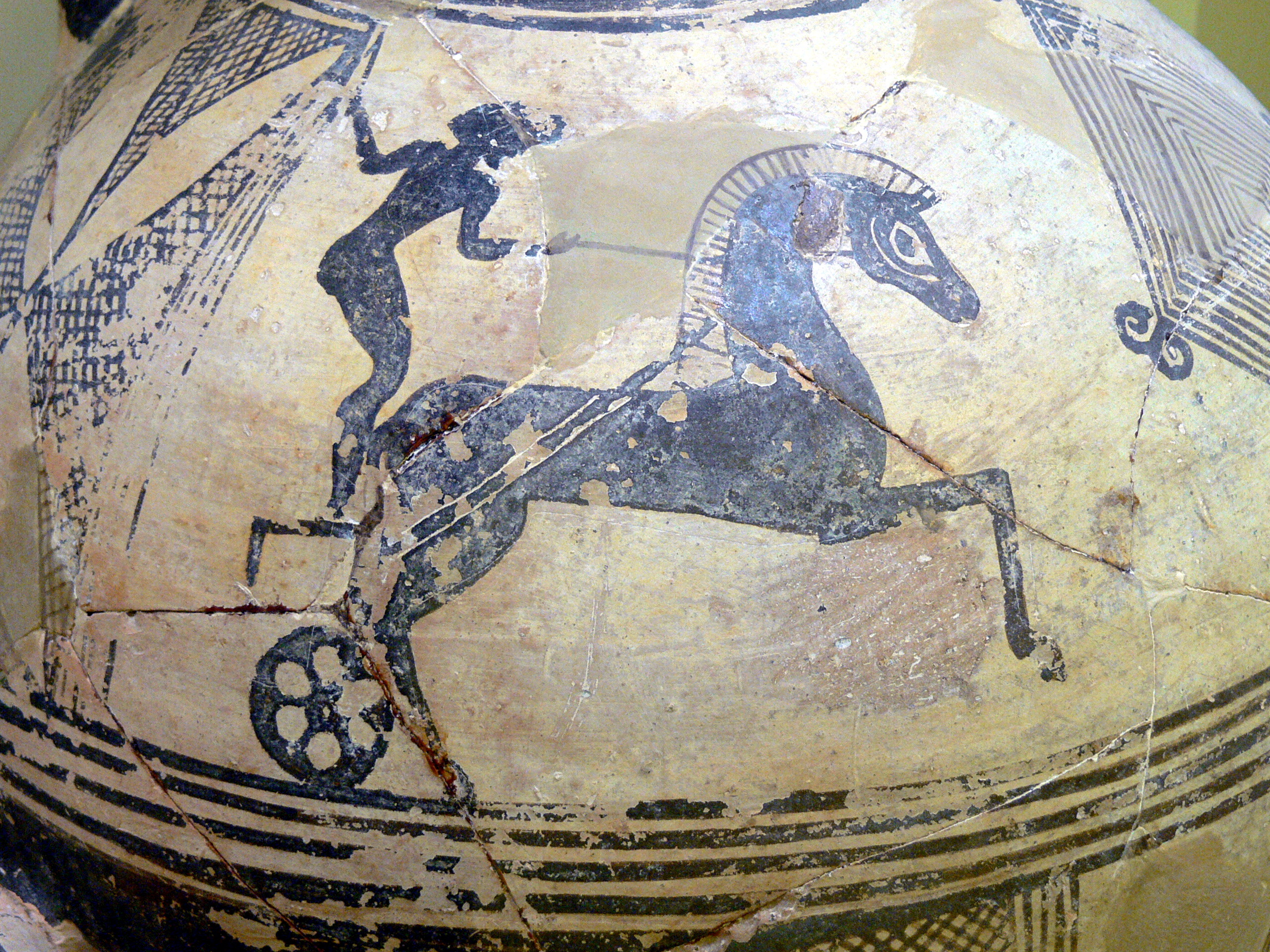
Wyścig rydwanów (Wczesny okres archaiczny VII w. p.n.e.)

Euryleonis (IV w. p.n.e.) – Spartanka, zwyciężczyni w wyścigach dwukonnych rydwanów na igrzyskach olimpijskich w roku 368 p.n.e. 
Jedna z pierwszych kobiet po Kynisce, która wygrała na igrzyskach olimpijskich. Euryleonis zwyciężyła w wyścigach dwukonnych rydwanów na olimpiadzie w roku 368 p.n.e.
O jej zwycięstwie wspomina grecki geograf Pauzaniasz w swoim traktacie Wędrówki po Helladzie. Dla uczczenia jej zwycięstwa Spartiaci wystawili jej pomnik z brązu.